# Leszczatów
Leszczatów (ukr. Лещатів) – wieś na Ukrainie, w rejonie czerwonogrodzkim obwodu lwowskiego. Wieś liczy około 380 mieszkańców.
W II Rzeczypospolitej do 1934 samodzielna gmina jednostkowa. Następnie należała do zbiorowej wiejskiej gminy Tartaków Miasto w powiecie sokalskim w woj. lwowskim. W związku z poprowadzeniem nowej granicy państwowej na Bugu, wieś wraz z całym obszarem gminy Tartaków Miasto znalazła się w Związku Radzieckim. 
W latach 1943–1944 nacjonaliści ukraińscy z OUN - UPA zamordowali tutaj 26 Polaków, rabując i niszcząc kościół oraz ciężko raniąc ks. Zygmunta Targosza.